# Marquesat de los Vélez
El marquesat de los Vélez és un títol nobiliari espanyol atorgat el 15 d'octubre de 1507 per la reina Joana I de Castella al militar Pedro Fajardo y Chacón.

## Història
La seva mare Luisa Fajardo y Manrique, dama de Cartagena, provenia d'una important família militar, amb poders institucionals sobre terres musulmanes conquerides a Múrcia, Granada i Almeria. El 1477 es va casar amb un poderós comptador i financer reial anomenat Juan Chacón, un nou noble juri uxoris.
Al seu fill gran, els els Reis Catòlics li van permetre utilitzar, com a privilegi, el nom familiar de Pedro Fajardo y Chacón, i el 1520 Carles I d'Espanya li va atorgar el títol de Gran d'Espanya.

## Llista de Marquesos de los Vélez
L'actual marquès també és conegut com a comte de Niebla, marquès de Villafranca del Bierzo (amb Grandesa d'Espanya).
|                         | Titular                                        | Observacions                        |
| ----------------------- | ---------------------------------------------- | ----------------------------------- |
| 1r marquès de Los Vélez | Pedro Fajardo y Chacón                         | fill de Juan Chacón i Luisa Fajardo |
| 2n marquès dels Vélez   | Luis Yáñez Fajardo y de la Cueva               |                                     |
| 3r marquès dels Vélez   | Pedro Fajardo y Fernández de Córdoba           |                                     |
| 4r Marquès dels Vélez   | Luis Fajardo y de Requesens-Zúñiga             |                                     |
| 5è marquès dels Vélez   | Pedro III Fajardo                              |                                     |
| 6è marquès dels Vélez   | Fernando Fajardo                               |                                     |
| 7a marquesa dels Vélez  | María Teresa Fajardo y Álvarez de Toledo       |                                     |
| 8a marxa dels Vèlez     | Catalina Moncada de Aragón y Fajardo           | 9a duquessa de Montalto             |
| 9è marquès dels Vélez   | Fadrique Álvarez de Toledo y Aragó             | IX marquès de Villafranca           |
| Xè marquès dels Vélez   | Antonio Álvarez de Toledo y Pérez de Guzmán    | Xè marquès de Villafranca           |
| 11è Marquès dels Vélez  | José Álvarez de Toledo y Gonzaga               | 15è duc de Medina Sidònia           |
| 12è marquès dels Vélez  | Francisco de Borja Álvarez de Toledo           | 16è duc de Medina-Sidònia           |
| 13è marquès dels Vélez  | Pedro de Alcántara Álvarez de Toledo y Palafox | 17è duc de Medina-Sidònia           |
| 14è marquès dels Vélez  | José Joaquín Álvarez de Toledo                 | 18è duc de Medina-Sidònia           |
| 15è marquès dels Vélez  | Alonso Álvarez de Toledo y Caro                |                                     |
| 16è Marquès dels Vélez  | José Joaquín Álvarez de Toledo                 | 19è duc de Medina-Sidònia           |
| 17è Marquès dels Vélez  | Joaquín Álvarez de Toledo                      | 20è duc de Medina-Sidònia           |
| 18è Marquès dels Vélez  | Luisa Isabel Álvarez de Toledo                 | 21a duquessa de Medina-Sidònia      |
| 19è marquès dels Vélez  | Leoncio Alonso González de Gregorio            | 22è duc de Medina-Sidònia           |

## Arbre genealògic dels marquesos de Los Vélez
| Marqueses de los Vélez |
| ---------------------- |
| Plantilla:Leyenda      |

| | | | | | |  |  | Pedro Fajardo, i marqués de los Vélez († 1542)                                                                        | | | | | |  |  |                                                            |                                                            |                                                            |                                                            |                                                            |                                                            |  |  |  |  |
| | | | | | |  |  | | | | | | |  |  |                                                            |                                                            |                                                            |                                                            |                                                            |                                                            |  |  |  |  |
| | | | | | |  |  | Luis Fajardo, ii marqués de los Vélez (1509-1575)                                                                     | | | | | |  |  |                                                            |                                                            |                                                            |                                                            |                                                            |                                                            |  |  |  |  |
| | | | | | |  |  | | | | | | |  |  |                                                            |                                                            |                                                            |                                                            |                                                            |                                                            |  |  |  |  |
| | | | | | |  |  | Pedro Fajardo, iii marqués de los Vélez († 1579)                                                                      | | | | | |  |  |                                                            |                                                            |                                                            |                                                            |                                                            |                                                            |  |  |  |  |
| | | | | | |  |  | | | | | | |  |  |                                                            |                                                            |                                                            |                                                            |                                                            |                                                            |  |  |  |  |
| | | | | | |  |  | Luis Fajardo, iv marqués de los Vélez (1576-1631)                                                                     | | | | | |  |  |                                                            |                                                            |                                                            |                                                            |                                                            |                                                            |  |  |  |  |
| | | | | | |  |  | | | | | | |  |  |                                                            |                                                            |                                                            |                                                            |                                                            |                                                            |  |  |  |  |
| | | | | | |  |  | Pedro Fajardo, v marqués de los Vélez (1602-1647)                                                                     | | | | | |  |  |                                                            |                                                            |                                                            |                                                            |                                                            |                                                            |  |  |  |  |
| | | | | | |  |  | | | | | | |  |  |                                                            |                                                            |                                                            |                                                            |                                                            |                                                            |  |  |  |  |
| | | | | | |  |  | | | | | | |  |  |                                                            |                                                            |                                                            |                                                            |                                                            |                                                            |  |  |  |  |
| Fernando Joaquín Fajardo, vi marqués de los Vélez (1635-1693)                                         | Fernando Joaquín Fajardo, vi marqués de los Vélez (1635-1693)                                         | Fernando Joaquín Fajardo, vi marqués de los Vélez (1635-1693)                                         | Fernando Joaquín Fajardo, vi marqués de los Vélez (1635-1693)                                         | Fernando Joaquín Fajardo, vi marqués de los Vélez (1635-1693)                                         | Fernando Joaquín Fajardo, vi marqués de los Vélez (1635-1693)                                         |  |  | María Teresa Fajardo, duquesa de Montalto, vii marquesa de los Vélez (1645-1715)                                      | María Teresa Fajardo, duquesa de Montalto, vii marquesa de los Vélez (1645-1715)                       | María Teresa Fajardo, duquesa de Montalto, vii marquesa de los Vélez (1645-1715)                       | María Teresa Fajardo, duquesa de Montalto, vii marquesa de los Vélez (1645-1715)                       | María Teresa Fajardo, duquesa de Montalto, vii marquesa de los Vélez (1645-1715)                       | María Teresa Fajardo, duquesa de Montalto, vii marquesa de los Vélez (1645-1715)                       |  |  |                                                            |                                                            |                                                            |                                                            |                                                            |                                                            |  |  |  |  |
| Fernando Joaquín Fajardo, vi marqués de los Vélez (1635-1693)                                         | Fernando Joaquín Fajardo, vi marqués de los Vélez (1635-1693)                                         | Fernando Joaquín Fajardo, vi marqués de los Vélez (1635-1693)                                         | Fernando Joaquín Fajardo, vi marqués de los Vélez (1635-1693)                                         | Fernando Joaquín Fajardo, vi marqués de los Vélez (1635-1693)                                         | Fernando Joaquín Fajardo, vi marqués de los Vélez (1635-1693)                                         |  |  | María Teresa Fajardo, duquesa de Montalto, vii marquesa de los Vélez (1645-1715)                                      | María Teresa Fajardo, duquesa de Montalto, vii marquesa de los Vélez (1645-1715)                       | María Teresa Fajardo, duquesa de Montalto, vii marquesa de los Vélez (1645-1715)                       | María Teresa Fajardo, duquesa de Montalto, vii marquesa de los Vélez (1645-1715)                       | María Teresa Fajardo, duquesa de Montalto, vii marquesa de los Vélez (1645-1715)                       | María Teresa Fajardo, duquesa de Montalto, vii marquesa de los Vélez (1645-1715)                       |  |  |                                                            |                                                            |                                                            |                                                            |                                                            |                                                            |  |  |  |  |
| | | | | | |  |  | Catalina de Moncada y Aragón, marquesa de Villafranca, ix duquesa de Montalto, viii marquesa de los Vélez (1665-1727) | | | | | |  |  |                                                            |                                                            |                                                            |                                                            |                                                            |                                                            |  |  |  |  |
| | | | | | |  |  | | | | | | |  |  |                                                            |                                                            |                                                            |                                                            |                                                            |                                                            |  |  |  |  |
| | | | | | |  |  | Fadrique Vicente de Toledo Osorio, ix marqués de Villafranca, ix marqués de los Vélez (1686-1753)                     | | | | | |  |  |                                                            |                                                            |                                                            |                                                            |                                                            |                                                            |  |  |  |  |
| | | | | | |  |  | | | | | | |  |  |                                                            |                                                            |                                                            |                                                            |                                                            |                                                            |  |  |  |  |
| | | | | | |  |  | Antonio Álvarez de Toledo, x marqués de Villafranca, x marqués de los Vélez (1716–1773)                               | | | | | |  |  |                                                            |                                                            |                                                            |                                                            |                                                            |                                                            |  |  |  |  |
| | | | | | |  |  | | | | | | |  |  |                                                            |                                                            |                                                            |                                                            |                                                            |                                                            |  |  |  |  |
| | | | | | |  |  | | | | | | |  |  |                                                            |                                                            |                                                            |                                                            |                                                            |                                                            |  |  |  |  |
| José Álvarez de Toledo, duque de Alba, xi marqués de Villafranca, xi marqués de los Vélez (1756–1796) | José Álvarez de Toledo, duque de Alba, xi marqués de Villafranca, xi marqués de los Vélez (1756–1796) | José Álvarez de Toledo, duque de Alba, xi marqués de Villafranca, xi marqués de los Vélez (1756–1796) | José Álvarez de Toledo, duque de Alba, xi marqués de Villafranca, xi marqués de los Vélez (1756–1796) | José Álvarez de Toledo, duque de Alba, xi marqués de Villafranca, xi marqués de los Vélez (1756–1796) | José Álvarez de Toledo, duque de Alba, xi marqués de Villafranca, xi marqués de los Vélez (1756–1796) |  |  | Francisco de Borja Álvarez de Toledo, xii marqués de Villafranca, xii marqués de los Vélez (1763–1821)                | Francisco de Borja Álvarez de Toledo, xii marqués de Villafranca, xii marqués de los Vélez (1763–1821) | Francisco de Borja Álvarez de Toledo, xii marqués de Villafranca, xii marqués de los Vélez (1763–1821) | Francisco de Borja Álvarez de Toledo, xii marqués de Villafranca, xii marqués de los Vélez (1763–1821) | Francisco de Borja Álvarez de Toledo, xii marqués de Villafranca, xii marqués de los Vélez (1763–1821) | Francisco de Borja Álvarez de Toledo, xii marqués de Villafranca, xii marqués de los Vélez (1763–1821) |  |  |                                                            |                                                            |                                                            |                                                            |                                                            |                                                            |  |  |  |  |
| José Álvarez de Toledo, duque de Alba, xi marqués de Villafranca, xi marqués de los Vélez (1756–1796) | José Álvarez de Toledo, duque de Alba, xi marqués de Villafranca, xi marqués de los Vélez (1756–1796) | José Álvarez de Toledo, duque de Alba, xi marqués de Villafranca, xi marqués de los Vélez (1756–1796) | José Álvarez de Toledo, duque de Alba, xi marqués de Villafranca, xi marqués de los Vélez (1756–1796) | José Álvarez de Toledo, duque de Alba, xi marqués de Villafranca, xi marqués de los Vélez (1756–1796) | José Álvarez de Toledo, duque de Alba, xi marqués de Villafranca, xi marqués de los Vélez (1756–1796) |  |  | Francisco de Borja Álvarez de Toledo, xii marqués de Villafranca, xii marqués de los Vélez (1763–1821)                | Francisco de Borja Álvarez de Toledo, xii marqués de Villafranca, xii marqués de los Vélez (1763–1821) | Francisco de Borja Álvarez de Toledo, xii marqués de Villafranca, xii marqués de los Vélez (1763–1821) | Francisco de Borja Álvarez de Toledo, xii marqués de Villafranca, xii marqués de los Vélez (1763–1821) | Francisco de Borja Álvarez de Toledo, xii marqués de Villafranca, xii marqués de los Vélez (1763–1821) | Francisco de Borja Álvarez de Toledo, xii marqués de Villafranca, xii marqués de los Vélez (1763–1821) |  |  |                                                            |                                                            |                                                            |                                                            |                                                            |                                                            |  |  |  |  |
| | | | | | |  |  | Pedro de Alcántara Álvarez de Toledo, xiii marqués de Villafranca, xiii marqués de los Vélez (1803–1867)              | | | | | |  |  |                                                            |                                                            |                                                            |                                                            |                                                            |                                                            |  |  |  |  |
| | | | | | |  |  | | | | | | |  |  |                                                            |                                                            |                                                            |                                                            |                                                            |                                                            |  |  |  |  |
| | | | | | |  |  | José Álvarez de Toledo, xvii duque de Medina Sidonia, xiv marqués de los Vélez (1826-1900)                            | | | | | |  |  |                                                            |                                                            |                                                            |                                                            |                                                            |                                                            |  |  |  |  |
| | | | | | |  |  | | | | | | |  |  |                                                            |                                                            |                                                            |                                                            |                                                            |                                                            |  |  |  |  |
| | | | | | |  |  | | | | | | |  |  |                                                            |                                                            |                                                            |                                                            |                                                            |                                                            |  |  |  |  |
| Alonso Álvarez de Toledo, xv marqués de los Vélez (1850–1897)                                         | Alonso Álvarez de Toledo, xv marqués de los Vélez (1850–1897)                                         | Alonso Álvarez de Toledo, xv marqués de los Vélez (1850–1897)                                         | Alonso Álvarez de Toledo, xv marqués de los Vélez (1850–1897)                                         | Alonso Álvarez de Toledo, xv marqués de los Vélez (1850–1897)                                         | Alonso Álvarez de Toledo, xv marqués de los Vélez (1850–1897)                                         |  |  | Joaquín Álvarez de Toledo, xix duque de Medina Sidonia, xvi marqués de los Vélez (1865-1915)                          | Joaquín Álvarez de Toledo, xix duque de Medina Sidonia, xvi marqués de los Vélez (1865-1915)           | Joaquín Álvarez de Toledo, xix duque de Medina Sidonia, xvi marqués de los Vélez (1865-1915)           | Joaquín Álvarez de Toledo, xix duque de Medina Sidonia, xvi marqués de los Vélez (1865-1915)           | Joaquín Álvarez de Toledo, xix duque de Medina Sidonia, xvi marqués de los Vélez (1865-1915)           | Joaquín Álvarez de Toledo, xix duque de Medina Sidonia, xvi marqués de los Vélez (1865-1915)           |  |  |                                                            |                                                            |                                                            |                                                            |                                                            |                                                            |  |  |  |  |
| Alonso Álvarez de Toledo, xv marqués de los Vélez (1850–1897)                                         | Alonso Álvarez de Toledo, xv marqués de los Vélez (1850–1897)                                         | Alonso Álvarez de Toledo, xv marqués de los Vélez (1850–1897)                                         | Alonso Álvarez de Toledo, xv marqués de los Vélez (1850–1897)                                         | Alonso Álvarez de Toledo, xv marqués de los Vélez (1850–1897)                                         | Alonso Álvarez de Toledo, xv marqués de los Vélez (1850–1897)                                         |  |  | Joaquín Álvarez de Toledo, xix duque de Medina Sidonia, xvi marqués de los Vélez (1865-1915)                          | Joaquín Álvarez de Toledo, xix duque de Medina Sidonia, xvi marqués de los Vélez (1865-1915)           | Joaquín Álvarez de Toledo, xix duque de Medina Sidonia, xvi marqués de los Vélez (1865-1915)           | Joaquín Álvarez de Toledo, xix duque de Medina Sidonia, xvi marqués de los Vélez (1865-1915)           | Joaquín Álvarez de Toledo, xix duque de Medina Sidonia, xvi marqués de los Vélez (1865-1915)           | Joaquín Álvarez de Toledo, xix duque de Medina Sidonia, xvi marqués de los Vélez (1865-1915)           |  |  |                                                            |                                                            |                                                            |                                                            |                                                            |                                                            |  |  |  |  |
| | | | | | |  |  | Joaquín Álvarez de Toledo, xx duque de Medina Sidonia, xvii marqués de los Vélez (1894- 1955)                         | | | | | |  |  |                                                            |                                                            |                                                            |                                                            |                                                            |                                                            |  |  |  |  |
| | | | | | |  |  | | | | | | |  |  |                                                            |                                                            |                                                            |                                                            |                                                            |                                                            |  |  |  |  |
| | | | | | |  |  | Luisa Isabel Álvarez de Toledo, xxi duquesa de Medina Sidonia, xviii marquesa de los Vélez (1936-2008)                | | | | | |  |  |                                                            |                                                            |                                                            |                                                            |                                                            |                                                            |  |  |  |  |
| | | | | | |  |  | | | | | | |  |  |                                                            |                                                            |                                                            |                                                            |                                                            |                                                            |  |  |  |  |
| | | | | | |  |  | | | | | | |  |  |                                                            |                                                            |                                                            |                                                            |                                                            |                                                            |  |  |  |  |
| | | | | | |  |  | Leoncio Alonso González de Gregorio, xxii duque de Medina Sidonia, xix marqués de los Vélez (n. 1956)                 | Leoncio Alonso González de Gregorio, xxii duque de Medina Sidonia, xix marqués de los Vélez (n. 1956)  | Leoncio Alonso González de Gregorio, xxii duque de Medina Sidonia, xix marqués de los Vélez (n. 1956)  | Leoncio Alonso González de Gregorio, xxii duque de Medina Sidonia, xix marqués de los Vélez (n. 1956)  | Leoncio Alonso González de Gregorio, xxii duque de Medina Sidonia, xix marqués de los Vélez (n. 1956)  | Leoncio Alonso González de Gregorio, xxii duque de Medina Sidonia, xix marqués de los Vélez (n. 1956)  |  |  | Gabriel González de Gregorio y Álvarez de Toledo (n. 1958) | Gabriel González de Gregorio y Álvarez de Toledo (n. 1958) | Gabriel González de Gregorio y Álvarez de Toledo (n. 1958) | Gabriel González de Gregorio y Álvarez de Toledo (n. 1958) | Gabriel González de Gregorio y Álvarez de Toledo (n. 1958) | Gabriel González de Gregorio y Álvarez de Toledo (n. 1958) |  |  |  |  |
| | | | | | |  |  | Leoncio Alonso González de Gregorio, xxii duque de Medina Sidonia, xix marqués de los Vélez (n. 1956)                 | Leoncio Alonso González de Gregorio, xxii duque de Medina Sidonia, xix marqués de los Vélez (n. 1956)  | Leoncio Alonso González de Gregorio, xxii duque de Medina Sidonia, xix marqués de los Vélez (n. 1956)  | Leoncio Alonso González de Gregorio, xxii duque de Medina Sidonia, xix marqués de los Vélez (n. 1956)  | Leoncio Alonso González de Gregorio, xxii duque de Medina Sidonia, xix marqués de los Vélez (n. 1956)  | Leoncio Alonso González de Gregorio, xxii duque de Medina Sidonia, xix marqués de los Vélez (n. 1956)  |  |  | Gabriel González de Gregorio y Álvarez de Toledo (n. 1958) | Gabriel González de Gregorio y Álvarez de Toledo (n. 1958) | Gabriel González de Gregorio y Álvarez de Toledo (n. 1958) | Gabriel González de Gregorio y Álvarez de Toledo (n. 1958) | Gabriel González de Gregorio y Álvarez de Toledo (n. 1958) | Gabriel González de Gregorio y Álvarez de Toledo (n. 1958) |  |  |  |  |
| | | | | | |  |  | Alonso González de Gregorio y Viñamata (n. 1983)                                                                      | | | | | |  |  |                                                            |                                                            |                                                            |                                                            |                                                            |                                                            |  |  |  |  |